# Кривенко, Евгений Васильевич
Евгений Васильевич Кривенко (1864—1914) — полковник, герой Первой мировой войны.

## Биография
Родился 8 июня 1864 года.
Начальное образование получил в Тифлисском реальном училище и 27 июня 1883 года был зачислен в Тифлисское пехотное юнкерское училище.
Выпущен из училища 29 июля 1885 года подпоручиком в 84-й пехотный Ширванский полк, в котором прошла вся его служба.
29 июля 1889 года произведён в поручики, 15 марта 1899 года — в штабс-капитаны, 6 мая 1900 года — в капитаны, 21 марта 1908 года — в подполковники и 9 октября 1913 года — в полковники. В конце 1890-х годов Кривенко прошёл курс в Офицерской стрелковой школе, его успехи в этой школе были оценены как «выдающиеся». В Ширванской полку в течение почти семи с половиной лет командовал ротой.
Во главе батальона Ширванского пехотного полка Кривенко встретил начало Первой мировой войны. Сражался в Польше, участвовал в Варшавско-Ивангородской операции и после гибели командира полка М. В. Ачкасова командовал Ширванским полком.
Высочайшим приказом от 17 апреля 1915 года полковник Кривенко был посмертно награждён орденом св. Георгия 4-й степени
За то, что командуя полком в бою 9 и 10 окт. 1914 г. у сел. Богуцины и Красна-Домброва, когда, вверенный ему участок был обойдён с фланга, не только удержал позиции, но и перешёл в контр-атаку и штыками выбил противника с занятой им позиции, чем способствовал общему отступлению противника. Находясь при атаке в передовых цепях, пал смертью героя.

## Награды
Среди прочих наград Кривенко имел ордена св. Анны 3-й степени (1898 год) и св. Станислава 2-й степени (1912 год)